# Спомен-парк Брезовица
|  | Овај чланак је део чланка о Споменицима посвећеним Народноослободилачкој борби 1941—1945. |

Спомен парк Брезовица је меморијални парк-шума у којој је 22. јуна 1941. године основан Сисачки партизански одред, први партизански одред у окупираној Југославији. Овај део шуме је после рата уређен, а у спомен парку је 1981. године подигнут монументални споменик.

## Историја
Након напада нацистичке Немачке на Совјетски Савез 22. јуна 1941. године, група сисачких чланова КПЈ и скојеваца, исти дан се састала у оближњој шуми Брезовици и тамо формирала Сисачки партизански одред. Одред је деловао неколико месеци, након чега је био расформиран.
После рата, на месту оснивања одреда била је постављен спомен-плоча. Споменик је био познат под именом „Дебели Брест“, јер се налазио под старим брестом испод којег је одред био основан.
Године 1981, на том месту подугнут је репрезентативни споменик високе уметничке вредности, чији је аутор био академски вајар Желимир Јанеш. У споменик је била уграђена плоча која је раније стајала на том месту. Унутар споменика су се налазиле бронзане спомен-плоче у облику стилизованих песница, на којима се налазио списак свих бораца одреда.
Након 1990. године, споменик је девастиран, плоча с именима разбијена, а бронзане песнице украдене. Скулптура колоне бораца, рад Фране Кршинића, на одређеним је местима оштећена експлозивом.
Након што је 1991. године Дан устанка народа Хрватске престао да буде државни празник, уместо њега 22. јун је проглашен као Дан антифашистичке борбе. Од тада је спомен парк Брезовица место централне манифестације прославе празника сваке године. Пред спомеником се полажу венци делегација разних удружења и организација и држе говори званичника.

## Опис парка
Спомен парк се састоји од неколико обележја, од којих је централни апстрактни споменик. Споменик изгледом подсећа на стабло бреста, које је некоћ расло на том месту. По њему је споменик познат под именом „Стари Бријест“.
На прилазу до споменика се налази скулптура „Устанак“, рад вајара Фране Кршинића. Скуплтуру чини колона од четири борца, од којих онај на зачељу позива народ на устанак, испред њега су у покрету жена-борац са пушком која такође зове у устанак, покрај ње мушкарац са пушком који јуриша напред и борац који на челу колоне диже десну песницу, а левом руком држи вијорећу заставу. Песница борца на челу уништена је експлозивом, као и још неки детаљи на скулптури.
Пред спомеником се налази спомен плоча на којој су исписана имена палих бораца из одреда. Плоча је оштећена са неколико хитаца из ватреног оружја.
Покрај споменика налази се и четвероугаони камен на којем је исписан датум 22. јун 1941. Уз датум се налази импресионистички приказ спомен шуме Брезовице, на којем може да се разазна споменик. На све четири бочне стране камена налазе се натписи: на западној Брезовица Калине, на источној Брезовица Жабно, на северној Жабно Сисак и на јужној Безовица Осеково.

## Галерија
- Споменик „Стари Бријест“
- Споменик „Устанак“
- Спомен-плоча
- Спомен-мозаик